# Whithorn
Whithorn (gael. Taigh Mhàrtainn) – miasteczko w południowo-zachodniej Szkocji, w hrabstwie Dumfries and Galloway (historycznie w Wigtownshire), położone na półwyspie The Machars. W 2011 roku liczyło 829 mieszkańców.
W miejscu tym w 397 roku powstał pierwszy na terenie Szkocji kościół chrześcijański nazwany Candida Casa, którego założycielem był święty Ninian. 